# Welterbe in St. Kitts und Nevis

Zum Welterbe in St. Kitts und Nevis gehört (Stand 2016) eine UNESCO-Welterbestätte des Weltkulturerbes. St. Kitts und Nevis ist der Welterbekonvention 1976 beigetreten, die bislang einzige Welterbestätte wurde 1999 in die Welterbeliste aufgenommen.

## Welterbestätten
Die folgende Tabelle listet die UNESCO-Welterbestätten in St. Kitts und Nevisin chronologischer Reihenfolge nach dem Jahr ihrer Aufnahme in die Welterbeliste (K – Kulturerbe, N – Naturerbe, K/N – gemischt, (G) – auf der Liste des gefährdeten Welterbes).
| Bild             | Bezeichnung                                 | Jahr | Typ | Ref. | Beschreibung |
| ---------------- | ------------------------------------------- | ---- | --- | ---- | --- |
| (weitere Bilder) | Nationalpark Brimstone Hill Fortress (Lage) | 1999 | K   | 910  | Der Nationalpark Brimstone Hill Fortress umfasst die Festung Brimstone Hill sowie das sie umgebende Gebiet. Die von Ingenieuren der britischen Armee geplante und von afrikanischen Sklaven gebaute Festung gilt als ein außergewöhnliches und gut erhaltenes Beispiel für die Militärarchitektur des 17. und 18. Jahrhunderts im karibischen Umfeld. |

## Tentativliste
In der Tentativliste sind die Stätten eingetragen, die für eine Nominierung zur Aufnahme in die Welterbeliste vorgesehen sind. Derzeit (2016) sind zwei Stätten in der Tentativliste von St. Kitts und Nevis eingetragen, die letzte Eintragung erfolgte 1998. Die folgende Tabelle listet die Stätten in chronologischer Reihenfolge nach dem Jahr ihrer Aufnahme in die Tentativliste.
| Bild                            | Bezeichnung                     | Jahr | Typ | Ref. | Beschreibung                                                         |
| ------------------------------- | ------------------------------- | ---- | --- | ---- | -------------------------------------------------------------------- |
| Historische Zone von Basseterre | Historische Zone von Basseterre | 1998 | K   | 1116 | Historischer Stadtkern der Hauptstadt Basseterre                     |
| Altstadt von Charlestown        | Altstadt von Charlestown        | 1998 | K   | 1117 | Historischer Stadtkern von Charlestown, dem Hauptort der Insel Nevis |